# Bobone di San Teodoro
Bobone di San Teodoro (Roma, ... – 9 ottobre 1199) è stato un cardinale italiano.

## Biografia
Bobone di San Teodoro o Bobone Orsini o Bobone fu membro della famiglia di papa Celestino III, che adotterà più tardi il cognome di Orsini.
Fu canonico e arciprete nella basilica di San Pietro. Papa Celestino III lo creò cardinale nel concistoro del 20 febbraio 1193.